# 가미쓰시마정
가미쓰시마정(上対馬町 가미쓰시마초[*])은 규슈의 북쪽 해안에 위치한 나가사키현 쓰시마의 북쪽 동쪽 해안에 있던 정으로, 2004년 3월 1일 합병으로 쓰시마시의 일부가 되었다.

## 지리
- 주변 도서 지역 : 미쓰시마섬, 우니섬
- 항구 : 히타카쓰항

## 교육
- 고등학교 : 나가사키현립 가미쓰시마 고등학교

## 역사
- 1908년 4얼 1일 - 도서정촌제 시행에 의해 가미아가타군 도요사키정 긴촌이 성립하였다.
- 1948년 12월 1일 - 정으로 승격해 도요사키정이 되었다.
- 1955년 1월 1일 - 도요사키정, 긴촌이 신설합병해 가미쓰시마정이 성립하였다.
- 2004년 3월 1일 - 이즈하라정·미쓰시마정·도요타마정·미네정·가미아가타정·가미쓰시마정이 합병, 시로 승격해 쓰시마시가 되어 가미쓰시마정은 폐지되었다.

## 교통
- 항구 : 히타카쓰항 - 규슈 유센의 페리 및 제트포일을 주로 운항하였음.
- 버스 : 쓰시마 교통